# Gentianopsis detonsa
Gentianopsis detonsa là một loài thực vật có hoa trong họ Long đởm. Loài này được (Rottb.) Ma mô tả khoa học đầu tiên năm 1951.